# Émilien-Benoît Bergès
Pour les articles homonymes, voir Bergès.
Émilien-Benoît Bergès est un coureur cycliste français né le 13 janvier 1983 à Saint-Gaudens.

## Biographie
Il était membre du club UV Auch. Émilien-Benoît Bergès commence sa carrière en 2005 chez RAGT Semences, après avoir été stagiaire au sein de cette même équipe l'année précédente. En 2006, il rejoint Auber 93, puis Agritubel de 2007 à 2009.

## Palmarès sur route

### Palmarès amateur
- Amateur
  - 1998-2002 : 38 victoires
- 2003
  - Loire-Atlantique Espoirs :
    - Classement général
    - 1re et 2e (contre-la-montre) étapes

  - 2e étape du Tour du Béarn (contre-la-montre)
  - Chrono champenois
  - Chrono de Rochecorbon
  - 2e du Circuit des mines
  - 2e du Chrono des Nations espoirs
  - 10e du championnat d'Europe du contre-la-montre espoirs
- 2004
  - Champion de l'Orléanais du contre-la-montre
  - 2e étape du Tour du Loiret
  - Tour des cantons de Mareuil-Verteillac :
    - Classement général
    - 2e étape (contre-la-montre)

### Palmarès professionnel
- 2006
  - Grand Prix de Villers-Cotterêts
- 2007
  - 2e du Tour du Poitou-Charentes
  - 2e du Duo normand (avec Denis Robin)
- 2008
  - 3e étape du Tour de Grande-Bretagne
  - 3e de Cholet-Pays de Loire

## Classements mondiaux
| Année           | 2005 | 2006 | 2007 | 2008 |
| --------------- | ---- | ---- | ---- | ---- |
| UCI Europe Tour | 862e | 138e | 195e | 269e |